# Pseudophycis bachus
Pseudophycis bachus (Forster, 1801) è un pesce osseo marino appartenente alla famiglia Moridae.

## Descrizione
P. bachus ha corpo moderatamente allungato con due pinne dorsali di cui la prima alta e breve, triangolare, la seconda bassa e lunga, simmetrica alla pinna anale. La pinna caudale è tronca. scaglie piccole. È presente un barbiglio sotto il mento. La colorazione è rosso/rosea più scura sul dorso. Le pinne pari hanno margini scuri. C'è una macchia scura all'ascella della pinna pettorale.
La taglia massima nota è di circa 90 cm, la dimensione media si aggira sui 55 cm.

## Distribuzione e habitat
L'areale di questa specie comprende la Nuova Zelanda, la Tasmania e le coste meridionali dell'Australia (sicuramente nel tratto tra Sydney e Adelaide ma probabilmente anche altrove). Vive prevalentemente su fondali fangosi o sabbiosi a profondità tra 50 e oltre 700 metri ma è comune soprattutto tra 200 e 300 metri, lungo il margine della piattaforma continentale. Può trovarsi anche negli estuari o nelle baie poco profonde. Alcune popolazioni vivono stabilmente su fondi rocciosi a profondità inferiori a 50 metri.

## Biologia

### Alimentazione
La dieta è basata su altri pesci, crostacei e cefalopodi.

### Riproduzione
Avviene nel tardo inverno in acque abbastanza profonde. Ogni femmina depone fino a 30 milioni di uova. La maturità sessuale viene raggiunta a quattro anni di età, quando l'individuo raggiunge 50 cm di lunghezza.

## Pesca
P. bachus ha una grande importanza commerciale in Nuova Zelanda dove viene catturata prevalentemente con reti a strascico. .